# Бой при Кангиле
Бой при Кангиле или Дело при селении Курулу-Кенегес — одно из последних сражений Крымской войны, произошедшее между войсками союзников и русскими войсками 17 (29) сентября 1855 года вскоре после сдачи Севастополя. Произошло в северной части современного Сакского района, в окрестностях селений Кангил (ныне Глинка) и Курулу-Кенегес.

## Предыстория
К осени 1855 года, когда русское сопротивление в Севастополе было преодолено и защитники города перешли на Северную сторону, начальник штаба Омер-паши Сефер-паша (граф Косцельский) предложил объединить французские войска с османскими дивизиями, занимавшими Евпаторию после неудачного для русских февральского штурма. 
Целью было создания сил для операций на коммуникациях русских, ведущих на Перекоп. 14 сентября того же года генерал Арманд-Октав-Мари Д'Аллонвиль получил приказ перебросить свою дивизию в Евпаторию, где ему было передано высшее командование союзными войсками и, следовательно, общее руководство всеми операциями. Дивизия высадилась 20 сентября и генерал д’Аллонвиль принял под командование и османский корпус, ослабленный тифом и цингой.

## Силы сторон
Французские силы в бою представляли 4-й гусарский полк (командир — полковник Симон де ля Мортьер (фр. Simon de la Mortière)) из 1-й бригады генерала Вальсэн-Эстерази (фр. Walsin-Esterhazy), два полка 2-й бригады генерала Коста де Шамперона: 6-й драгунский (командир — полковник Рессэр (фр. Jean Jacques Paul Félix Ressayre)) и 7-й драгунский (командир — полковник Дюэм (фр. Xavier Hippolyte Léon Duhesme)) — оба полка 4-х эскадронного состава; также 3-я батарея 15-го конно-артиллерийского полка. Турецкие силы: 6 египетских батальонов, 200 башибузуков.
С русской стороны принимал участие отряд генерал-лейтенанта Ф. Х. Корфа 1-го, в состав которого входили: 8 эскадронов Уланского Ея Императорского Высочества Великой Княгини Екатерины Михайловны полка под командой полковника П. В. Андрузского 1-го (из состава Резервной уланской дивизии, начальником которой был генерал-лейтенант Корф); 3 сотни 39-го Донского казачьего полка, 3 сотни 61-го Донского казачьего полка и 19-я конно-лёгкая батарея.

## Ход боя
Вначале была проведена крупная разведка в деревне, расположенной между озёрами Сасык и Тузла, в 28 км от Евпатории, в месте дислокации русской дивизии, в ходе которой, после нескольких стычек с уланами, войска вернулись в лагерь. Вторая вылазка была проведена 29 сентября тремя колоннами: в правой колонне египетская пехота со своей артиллерией следовала по пересыпи между озером Сасык и морем, слева вторая колонна под командованием Ахмед-паши двигалась на северо-восток через деревни Ораз, Алчин и Тюмень, по дороге в Перекоп — третья колонна под личным командованием генерала д’Аллонвилля с двенадцатью французскими эскадронами, артиллерийской батареей, четырьмя египетскими батальонами и разведчиками башибузуками. 
На холмах у Джолчака, около десяти часов утра, у места, где колонна генерала д’Аллонвиля должна была соединиться с колонной Ахмед-паши, были встречены изготовившиеся к атаке русские эскадроны, которые, увидев турецкую колонну, отошли, оставив несколько конных разъездов. В результате действий французов большая часть русской кавалерии, которая с утра маневрировала справа от колонны, оказалась зажатой между войсками союзников и озером и вынуждена была вступить в бой — всего 8 эскадронов улан, 3 сотни казаков и 8 орудий. Генерал д’Аллонвиль, нанося удар с фланга, создал угрозу окружения противника, прижатого к бухтам Кангил и Орта-Мамай озера Сасык.
Главную линию обороны русских составляли шесть эскадронов; на левом фланге, опираясь на деревню, действовали ещё два эскадрона при поддержке восьми орудий и казаков, и три эскадрона — на правом фланге, на возвышенности. Через полчаса французский 4-й гусарский полк, при поддержке 6-го и 7-го драгунских полков (основная тяжесть боя легла на 4-й гусарский полк, а из двух драгунских полков фактически сражался только 6-й), вступил в бой. Со склонов балки Кангил русская артиллерия обстреливала штурмовую колонну, но артиллерийские расчёты были порублены двумя французскими эскадронами, а русские были выбиты с позиций. Русская кавалерия отошла с поля боя, но сумела перестроиться и дважды ходила в атаку, сумев отбить три позиции. 6-й драгунский полк, обойдя с фланга, вынудил русские части отступить. Батарея была захвачена полностью, но по причине пересечённой местности, изрезанной многочисленными оврагами, и усталости лошадей преследование отступающих было затруднительно и генерал д’Аллонвиль дал сигнал о прекращении боя. 

## Результаты
В семь часов французские войска, потерявшие 41 бойца (14 убитых и 27 раненых), вернулись в Евпаторию, приведя с собой 170 пленных, в том числе 2 офицеров, 6 орудий (3 шестифунтовых пушки и 3 четвертьпудовых единорога), 12 зарядных ящиков, 1 кузницу и 250 лошадей. Потери русских войск составили 224 челеловека (134 убитых, 34 раненых, 56 без вести пропавших) и 252 лошади (104 убитых, 20 раненых и 128 пропавших). Учитывая неудачные действия русского командующего, князь Горчаков отстранил генерала Корфа, написав в донесении императору «…я высылаю Корфа из армии за оплошность против неприятеля…».